# Pholidoscelis polops
Gušter sa Saint Croixa (Pholidoscelis polops ) mali je gušter endemski za Američke Djevičanske otoke.

## Opis
Naraste do veličine između 35 i 90 mm (bez repa), odrasli imaju šaru od svijetlosmeđih, tamnosmeđih i bijelih uzdužnih pruga niz leđa. Ispod njih nalazi se niz uskih smeđih, crnih i bijelih okomitih pruga koje se protežu od bokova prema dolje do trbuha. Trbuh je bijel sa svijetloplavim oznakama (mužjaci), a ostatak donje strane je duboke ružičasto-crvene boje. Rep mijenja boju iz smeđe u blizini tijela s naizmjeničnim plavim i crnim prstenovima. Cijeli rep mladih i mladunaca svijetlo je plave boje. Jede gotovo svaki plijen, uključujući bobice, amfipode, moljce, mrave i male rakove samce.

## Stanište
Gušter se uglavnom nalazi na plažama i brdovitim šumama. Nakon što je pronađen na St. Croixu, populacija je istrijebljena, vjerojatno zbog gubitka staništa i uvođenja malog indijskog mungosa na otok 1880-ih. Gušter se nalazi na četiri otoka: Protestant Cay, Green Cay, Ruth (umjetni otok, izgrađen jaružanjem 1960-ih) i otok Buck.

## Status
Služba Sjedinjenih Američkih Država za ribu i divlje životinje uvrstila je guštera St. Croixa u popis ugroženih vrsta 1977. (prema Zakonu o ugroženim vrstama iz 1973.), a Pholidoscelis polops trenutno je naveden kao ugrožen na IUCN-ovom Crvenom popisu ugroženih vrsta. Napori da se spasi ova vrsta uključuju dva projekta premještanja na pučinske otoke bez mungosa oko St. Croixa. Godine 1990. deset guštera iz populacije Protestant Cay postavljeno je na otok Ruth. Godine 2008. pedeset i sedam guštera iz populacije Green Caya smješteno je na otok Buck.

## Vanjske poveznice
|  | Zajednički poslužitelj ima još gradiva o temi Ameiva polops |
|  | Wikivrste imaju podatke o taksonu Pholidoscelis polops      |